# Osamu Hirose
Osamu Hirose (広瀬 治?, Hirose Osamu; Saitama, 6 giugno 1965) è un ex calciatore giapponese, di ruolo centrocampista.

## Carriera
Tra il 1984 ed il 2000 ha giocato solo con la maglia dell'Urawa Red Diamonds, squadra con la quale ha collezionato 326 presenze, segnando 31 reti.